# Buenaventura Bagaria
Buenaventura Bagaria Carbonell, znany też jako Buenaventura Bolibar (ur. w 1882 w Colorin de la Llora, zm. 15 kwietnia 1947 w Barcelonie) – hiszpański strzelec, olimpijczyk.
Brał udział tylko w jednych igrzyskach olimpijskich – miały one miejsce w Los Angeles w 1932 roku. Wystąpił w jednej konkurencji, którą było strzelanie z karabinu małokalibrowego leżąc z 50 metrów. Zajął przedostatnie 25. miejsce, wyprzedzając jedynie swojego rodaka Manuela Corralesa.

## Wyniki olimpijskie
| Igrzyska | Konkurencja                       | Wynik      | Miejsce    | Źródło |
| -------- | --------------------------------- | ---------- | ---------- | ------ |
| IO 1932  | Karabin małokalibrowy leżąc, 50 m | 274 punkty | 25 (na 26) | [ 1 ]  |